# التوسع الجنوبي لسلالة هان
كان التوسع الجنوبي لسلالة هان عبارة عن سلسلة من الحملات العسكرية الصينية والبعثات في ما هو الآن جنوب الصين الحديثة وشمال فيتنام. بدأ التوسع العسكري إلى الجنوب في عهد سلالة تشين السابقة واستمر خلال عهد هان. أُرسلت حملات لغزو قبائل يوي، ما أدى إلى ضم سلالة هان لمينيوي في 135 قبل الميلاد و 111 قبل الميلاد، ونانياو في 111 قبل الميلاد، وديان في 109 قبل الميلاد.
ترسخت ثقافة الهان الصينية في الأراضي التي احتُلت حديثًا وفي نهاية المطاف ضمت إمبراطورية هان أو شردت قبائل بايوي وديان. يظهر الدليل على تأثيرات أسرة هان في القطع الأثرية التي استُخرجت في مدافن باييو في جنوب الصين الحديث. امتد مجال التأثير هذا في النهاية إلى ممالك جنوب شرق آسيا القديمة، حيث أدى الاتصال إلى انتشار الثقافة الصينية الهانية، والتجارة والدبلوماسية السياسية. أدى الطلب المتزايد على الحرير الصيني أيضًا إلى إنشاء طريق الحرير الذي يربط أوروبا، والشرق الأدنى، والصين.

## الخلفية
بدأت الحملات العسكرية ضد بايوي تحت حكم سلالة تشين، الأسرة الحاكمة التي سبقت سلالة هان، طمع الإمبراطور الأول لمملكة تشين في موارد بايوي وأمر بإجراء حملات عسكرية على المنطقة بين 221 و 214 قبل الميلاد. أرسل فرقة كبيرة من الجنود ضد لينغنان عام 214 قبل الميلاد، مكونة من تجار وجنود مُطوَّعين.  رُكبت حاميات عسكرية، وبُنيت قناة لينغشو، ووضعت مناطق جديدة تحت إدارة تشين. تسبب انهيار مملكة تشين في تفكك حكم تشين في جنوب الصين. ظهرت ممالك يو الأصلية في مناطق تشين السابقة، بما في ذلك مملكة نانياو في قوانغشي، وغوانغدونغ، وفيتنام، ومينيو في فوجيان، وأو الشرقية في جيجيانغ.
بدعم من جيش هان، تأسست مينيو في 202 قبل الميلاد وأو الشرقية في 192 قبل الميلاد بعد سقوط أسرة تشين. أسس تشاو تو، القائد الصيني السابق لسلالة تشين، نينياو في 208 قبل الميلاد بعد وفاة الإمبراطور تشين شي هوانج. وافق الإمبراطور غاوزو، أول إمبراطور لسلالة هان، على لقب تشاو تو الجديد كملك. ولد تشاو في مدينة تشاندونغ في وسط الصين، وتألفت الطبقة الحاكمة في المملكة الجديدة من مسؤولين صينيين من مملكة تشين السابقة. في عام 180 قبل الميلاد، عرض تشاو الخضوع كدولة تابعة وقبلت سلالة هان، وهو قرار استند جزئيًا إلى أصل عائلته في شمال الصين.